# Kostel svatého Filipa a Jakuba (Tábor)
Kostel svatého Filipa a Jakuba je jednolodní starokatolický, původně gotický kostel ve městě Tábor. Postaven byl ve 14. století. Od roku 1958 patří mezi kulturní památky. Za ním se nachází rozlehlý park, bývalý hřbitov.

## Popis
Kostel sv. Filipa a Jakuba s přilehlým parkem se nachází vně historického jádra Tábora a přimyká se k jižní straně bývalého hradu Kotnov. Leží mezi Korandovou ulicí na západě a ulicí Na Parkánech na severu. Na východě je park ukončen mohutnou opěrnou zdí, pod kterou se nachází stráň sahající až k řece Lužnici. Na jihu je park oddělen zídkou od obytné zástavby. Park s kostelem stojí na svažitém pozemku z jihu na sever. Do parku se vstupuje čtyřmi vchody a kostel leží v jeho severovýchodním rohu. Je jednolodní, s trojbokým presbytářem s předsíní u západního průčelí, kde je gotický portál. V kněžišti se nacházejí tři barokní oltáře, pocházející ze začátku 18. století. Stavba leží na obdélném půdorysu. V západní části lodi se na dvou sloupech nachází dřevěná kruchta. Uvnitř kostela se dochovaly náhrobky z 2. poloviny 16. století. Na zdejším bývalém hřbitově je pochováno mnoho významných osobností Tábora a Táborska. Je tu mimo jiné pohřben manžel Boženy Němcové Josef Němec (zemř.1879); jeho pomník vytvořil Jan Vítězslav Dušek. V parku se nachází společný hrob vojáků z první světové války.

## Historie
Kostel svatého Jakuba a Filipa sloužil po barokní přestavbě (1746) jako hřbitovní kaple. Kostel je nejstarší sakrální stavba v Táboře. První zmínky o něm pochází z roku 1388, kdy v (tehdejší kapli) založil dva oltáře Ondřej z Ústí, kanovník kostela Pražského. Kaple byla pobořena za husitských válek spolu s hradem Kotnov, později byla však obnovena (na rozdíl od samotného hradu). V roce 1744 byla kaple vypálena pruskými vojsky. Roku 1746 byla barokně přestavěna na kostel na popud děkana Pavla Klášterského z Rosengartenu. V roce 1973 kostel s parkem získalo město Tábor, poté co byl děkanstvím převeden do majetku československého státu. Mezi lety 1973 a 1990 byl rekonstruován do dnešní podoby. Od roku 1997 město Tábor pronajímá kostel starokatolické církvi. Smlouva o pronájmu byla podepsána 1. 7. 1997. První starokatolická bohoslužba se v něm konala 6. 7. 1997, tj. na svátek M. Jana Husa. Následně 20. 7. 1997 kostel požehnal tehdejší biskup Starokatolické církve ThMgr. Dušan Hejbal. Slouží bohoslužbám Farní obce v Táboře (farář Alois Sassmann, jáhen Jakub Smrčka).
Dne 1. května 2025 zde biskup Pavel Benedikt Stránský posvětil zvon "Mistr Jan Hus".

## Galerie

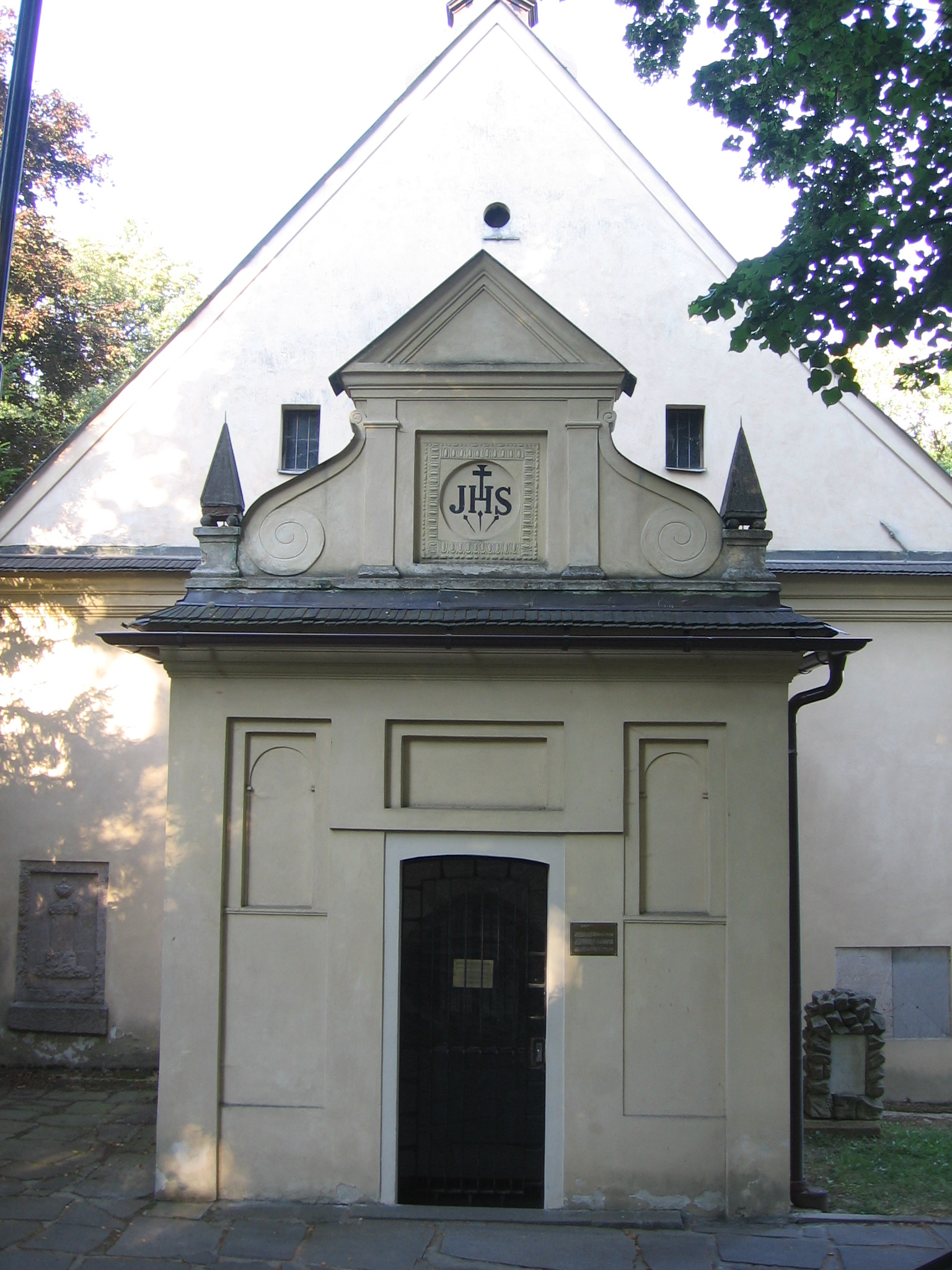
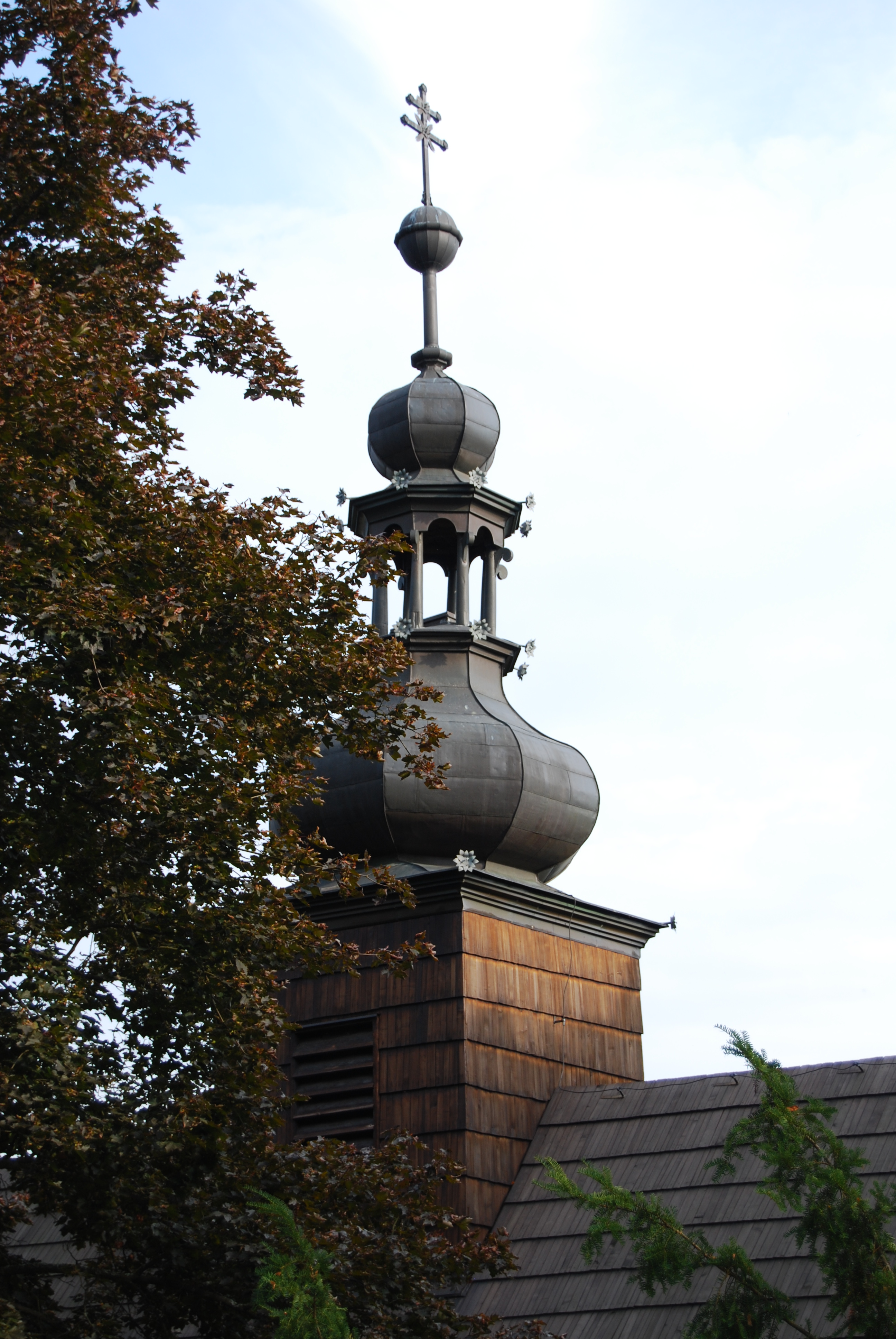
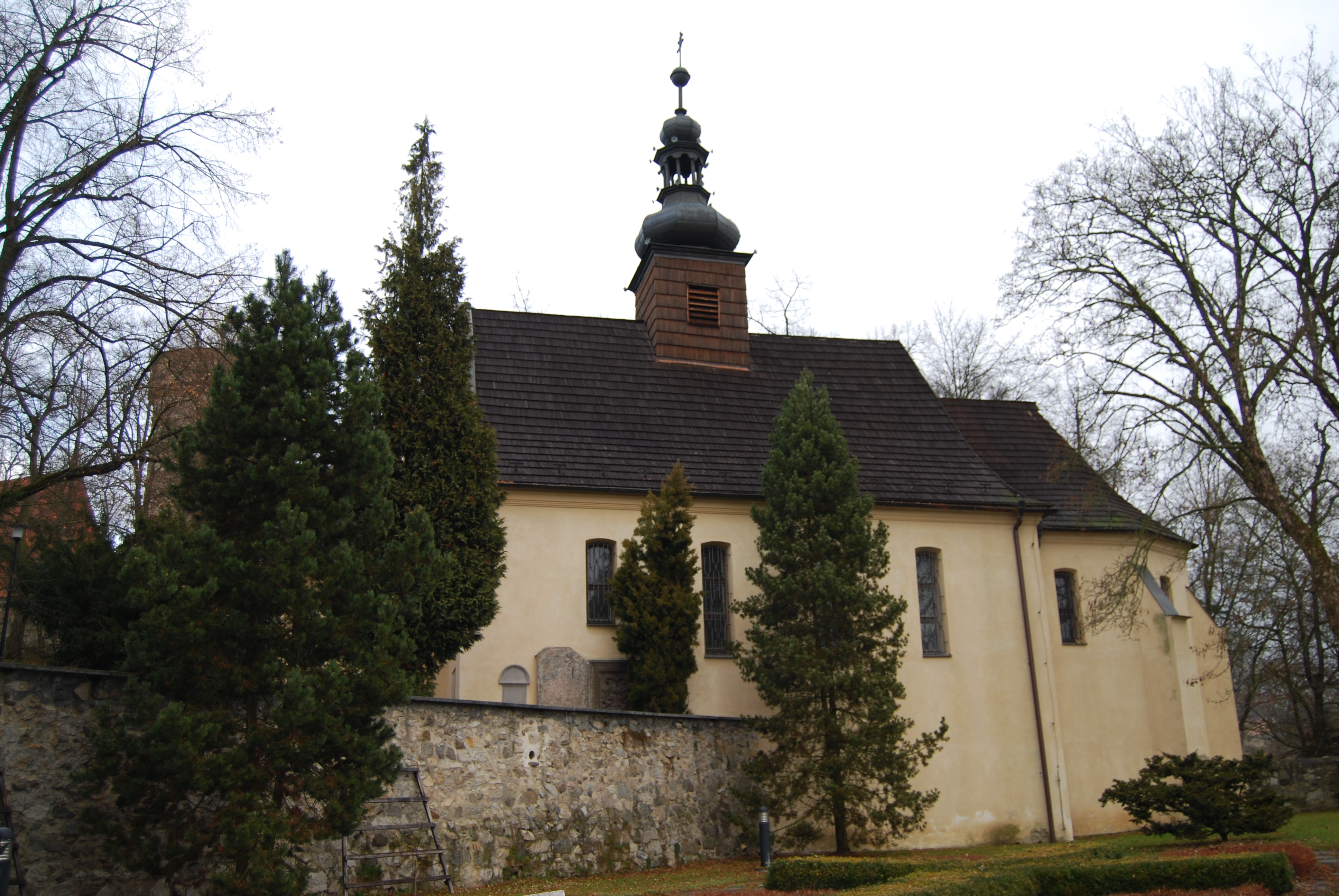
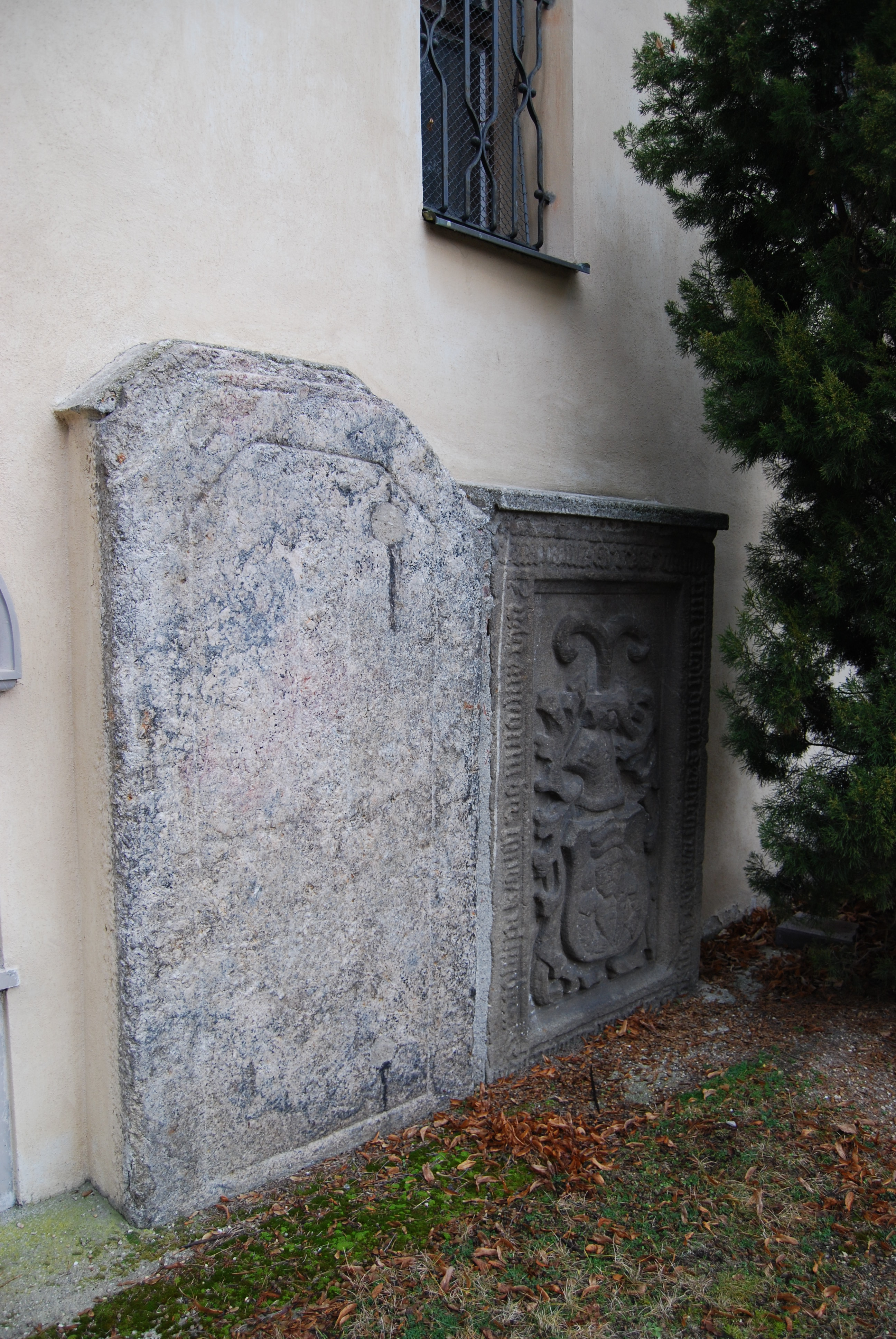
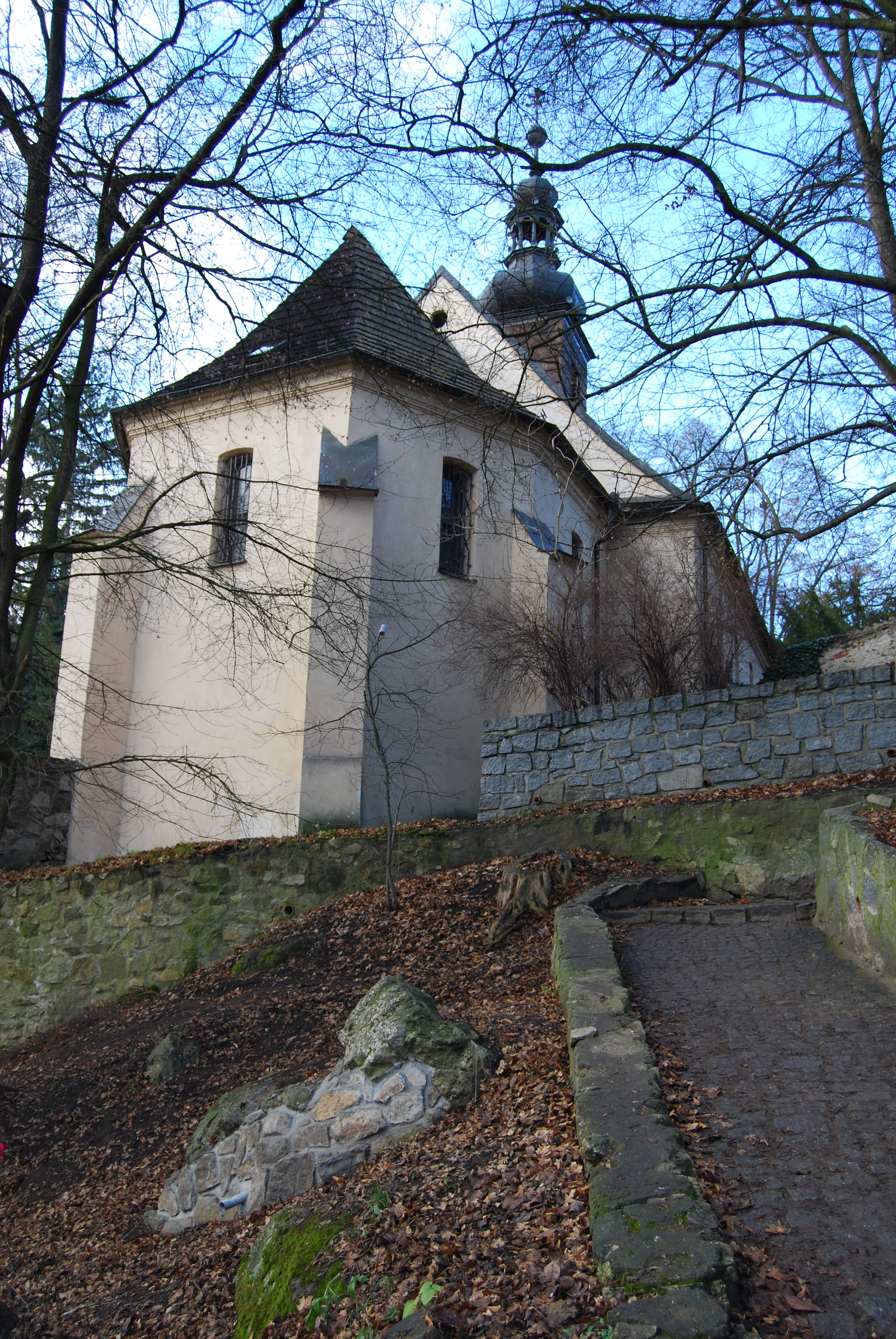